# John Stewart Bell
Pour les articles homonymes, voir John Bell et Bell.
John Stewart Bell (28 juin 1928, Belfast - 1er octobre 1990, Genève) est un physicien nord-irlandais, connu principalement pour son théorème et la mise en évidence des inégalités qui en découlent. Ce résultat est considéré comme l'un des plus importants en physique quantique au XXe siècle, notamment en ce qui concerne les théories dites « à variables cachées (locales et non locales) » .
En conséquence, Bell estimait qu'il fallait redonner une plus juste place à la théorie de De Broglie-Bohm (David Joseph Bohm), par rapport à l'interprétation de Copenhague.
En 1988, il fut lauréat du Prix et médaille Paul Dirac et 1989, il fut lauréat de la médaille Hughes.

## Biographie
Dès l'âge de 11 ans, John Bell voulait devenir chercheur. Il obtint son doctorat de physique dans les années 1950. C'est le paradoxe EPR qui le conduisit à ses travaux les plus célèbres.
Il meurt en 1990 des suites d'un AVC. Ses restes ont été incinérés. L'urne contenant ses cendres a été enterrée au columbarium du cimetière de Saint-Georges à Genève.